# トヨタ・クラウンコンフォート
クラウン コンフォート（CROWN COMFORT）は、トヨタ自動車が生産・販売していたセダン型の商用車である。車名が長いため「クラコン」と略されることもある。
タクシーとして用いることを前提に開発された車種であり、従来のクラウンに対して、後部座席の窓枠が垂直に近いことや、マフラーが左側にあるなどの違いがある。
製造はトヨタグループのトヨタ自動車東日本（旧・関東自動車工業）東冨士工場（静岡県裾野市）で行われた。
20年以上にわたって大きな仕様変更をせず生産されつづけ、2018年から厳格化される歩行者保護の安全基準に適合しなくなったため、同年初頭に生産終了した。
姉妹車のコンフォート・クラウンセダンとともに、日本国内タクシー向け車種としては最後のセダン型車種であり、トヨタのタクシー用車種としての後継はトールワゴン型のジャパンタクシーである。また、日本国内タクシー向け車種としては日産自動車のセドリック営業車もあったが、こちらも2014年9月に生産終了した。

## 概要
「クラウン」という車名が付けられた車種であるものの、クラウンとの関係は薄く、ベースはX80型マークIIセダンである。形式名は2008年までの3Y-PE型エンジン搭載モデルはYXS10、2008年8月からの1TR-FPE型エンジン搭載モデルはTSS10となる。
同時に発売開始された姉妹車のコンフォートと同様、後席の寸法および後部トランク容積を可及的に大きくとり、料金メーターや無線機、タコグラフといったタクシー用機器設置スペースを設けるなどのタクシー向けに特化された設計が特徴である。
競合車の日産・クルーとは異なり、Bピラーの位置は左右対称（左右のドアの大きさは同じ）である。
バンパーはフロント・リアとも上下2分割式となっており、修理性に配慮されている。
外装修理が多いタクシー専用車種という特性から、バンパー・ボンネット・フェンダーなどの外装部品に、台湾で生産された補修用の社外品が流通している。
ボディ構造はコンフォートとほぼ同一だが、コンフォートが小型タクシー枠内の全長4,590mmで、クラウンコンフォートはホイールベースを105mm延長して全長4,695mmで中型タクシー向けとした。フロントグリルのマークやホイールキャップはコンフォートと異なっており、デザインはクラウンのイメージを崩さない配慮がなされている。また全長4,695mm、全幅1,695mmは5ナンバーサイズぎりぎりの寸法となり、同社のミニバンであるノア（3代目80系5ナンバー車）、ヴォクシー（3代目80系5ナンバー車）、エスクァイアと同一サイズである。
エンジンは、2008年8月にこれまでのOHV・3Y-PE型からダイナやトヨエースにも搭載されるDOHC・VVT-iの1TR-FPE型（79PS→116PS）に変更され、型式もTSS10になった。
日本国外では中国特別行政区（香港/マカオ）とシンガポールで販売されており、シンガポール向けは2L及び5L型ディーゼルエンジンが採用されている。
この車種のタクシーは行灯を含めた全高が高くなり、東京都内の一部高架下（JR東京総合車両センター田町センターの真下を通る高輪橋架道橋。同架道橋の高さ制限は1.5mなど）が通行不能になる事態が続発した（行灯とトンネルがかち合い、ルーフに何もないスリックトップの普通四輪しか通過できない）ため、対策として東京無線など行灯の形状を変更した事業者もある。

### グレード
グレードは直列4気筒エンジン搭載のスタンダード、デラックスAパッケージ、デラックス及び、直列6気筒DOHCエンジン（1G-GPE、形式GXS10）搭載でタコメーター装備のスーパーデラックス、起毛地シート、ウッドパネル等上級仕様のスーパーデラックスQパッケージが設定されていたが、スーパーデラックス、スーパーデラックスQパッケージは基本的に個人タクシー向けで、トヨタ・クラウンセダンのモデルチェンジに伴い設定を廃止した（モデルチェンジされた当時のクラウンセダンはクラウンコンフォートがベース）。起毛地シートは後に特装扱いで設定されるようになった。
タクシー向けのため、フェンダーミラー仕様が基本であるが、国内向けにもドアミラー仕様が存在しており、スーパーデラックス系にオプション設定されるほか、4気筒車でも特注での装着車が存在する。

## 歴史

### 型式 YXS10・GXS10・TSS10系（1995年-2018年）

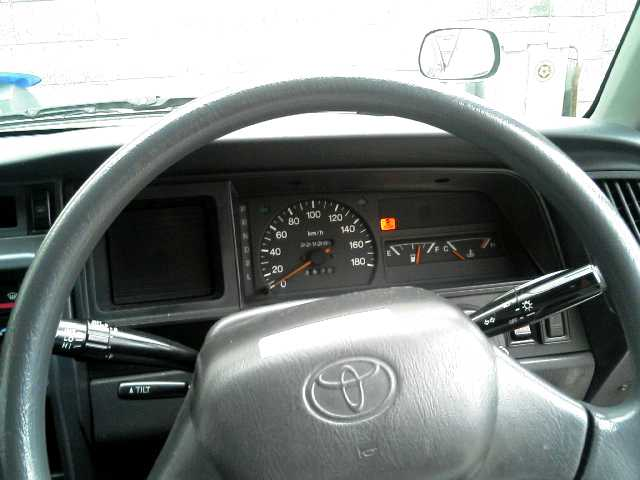
1995年12月 - YS130クラウン営業車の後継として登場。タイヤサイズは175/80R14。
- 1997年1月 - 一部改良。フロントグリルの王冠エンブレムが銀メッキから金メッキに変更され、スタンダード以外にCピラーエンブレムとリアフェンダーモールが装備され、エアバッグ装着車はステアリングホイールの形状が変更される。
- 1998年1月 - 一部改良。リアメッキガーニッシュが大型化される。
- 1999年1月 - 平成10年排出ガス規制適合。排ガス記号がE-からGF-となる。スーパーデラックス系に15インチスチールホイールと195/65R15タイヤをオプション設定。
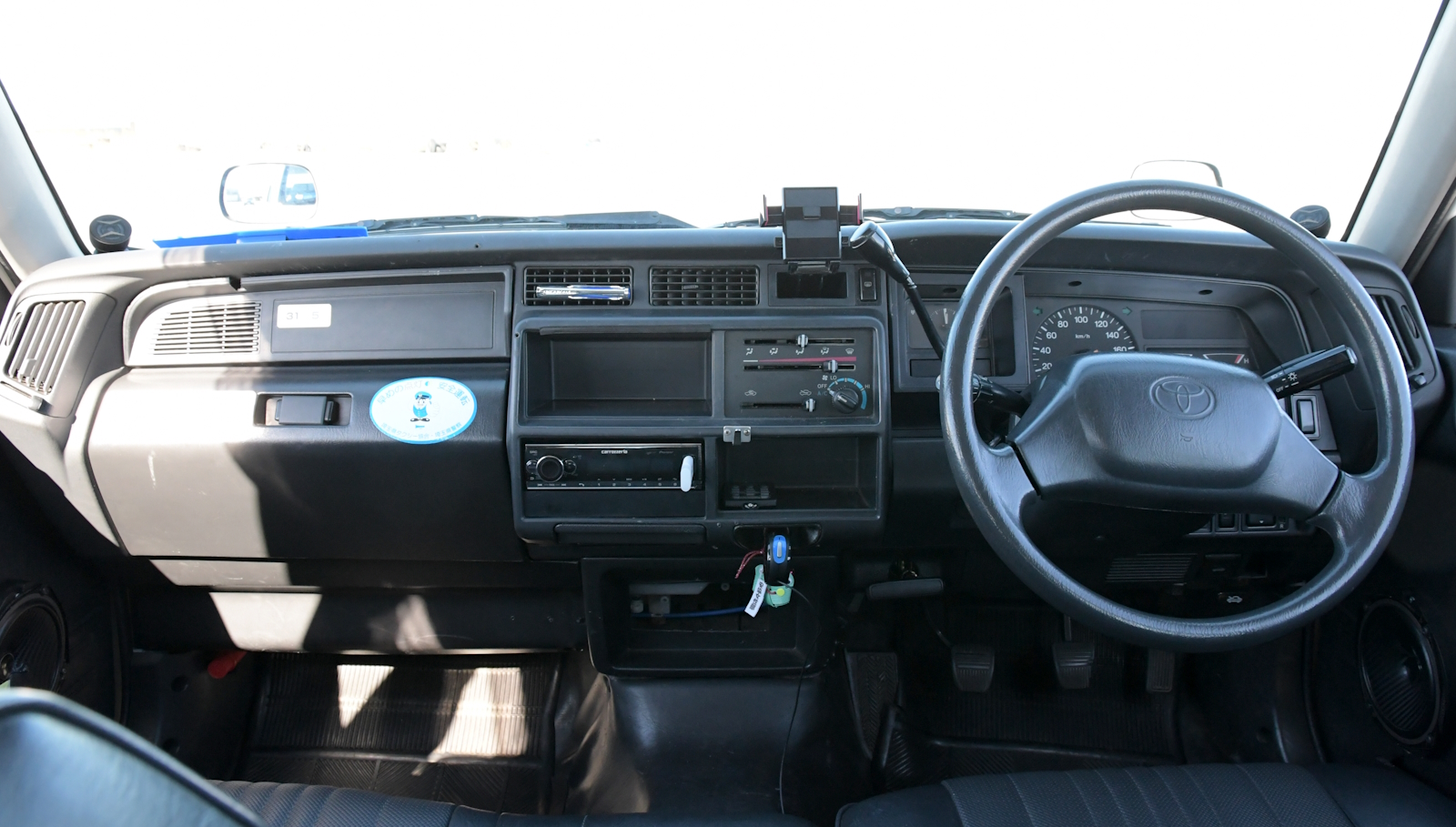
2000年1月 - 衝突安全ボディGOA採用。グッドケアセレクションがオプション設定される。エアバッグ装着車はステアリングホイールのデザインが変更され、生産終了まで同一形状が採用された。
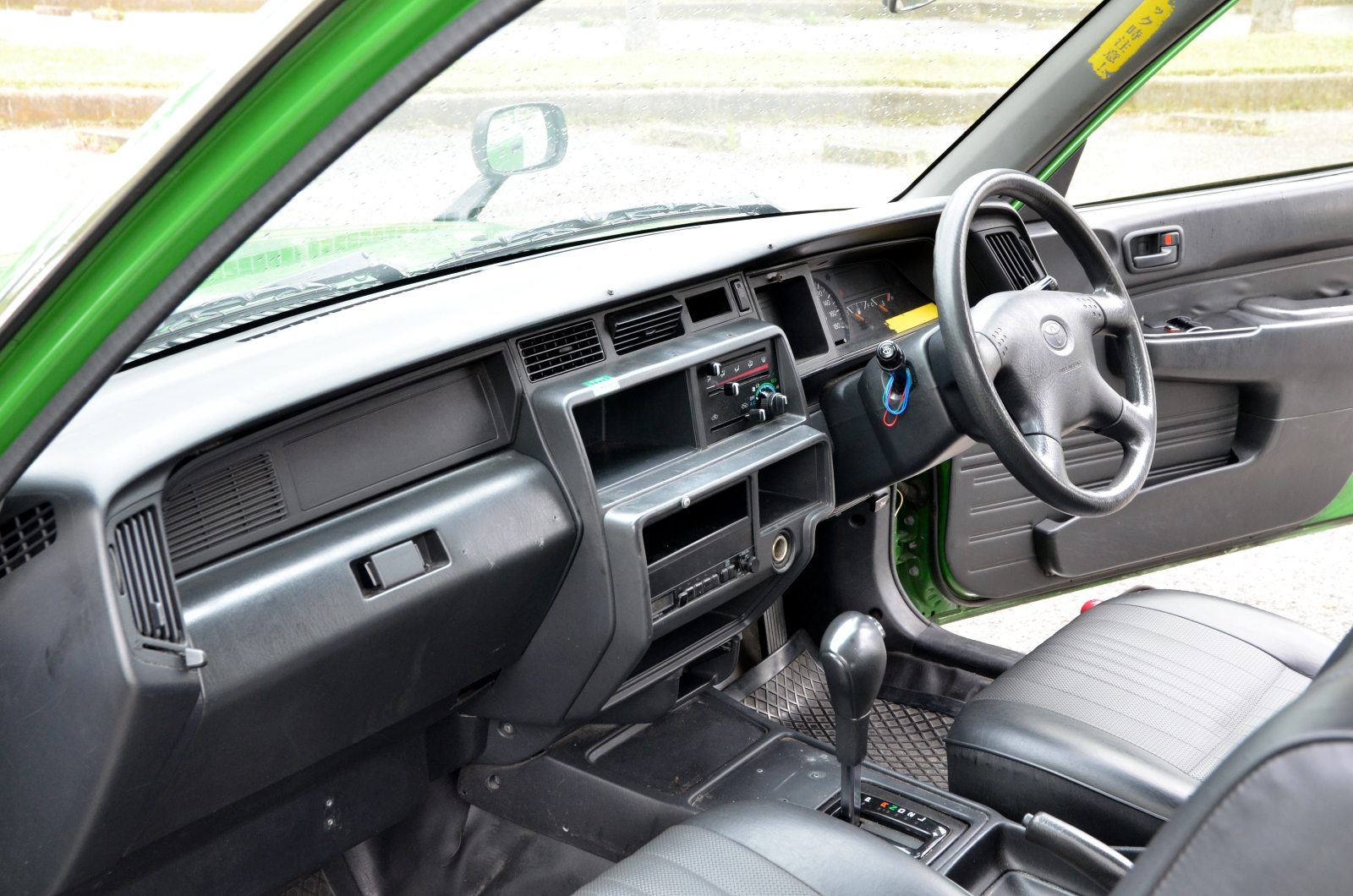
2001年8月 - クラウンセダンのモデルチェンジでスーパーデラックス、スーパーデラックスQパッケージ及び6気筒エンジン廃止、エアコン標準装備（レス設定あり）、アイドリングストップシステム（TOYOTA STOP AND GO SYSTEM）採用。オドメーターとトリップメーターを液晶化した。4気筒エンジン搭載車は平成12年排出ガス25%減で良-低排出ガス認定（☆）を受け、排ガス記号がTA-に変更される。
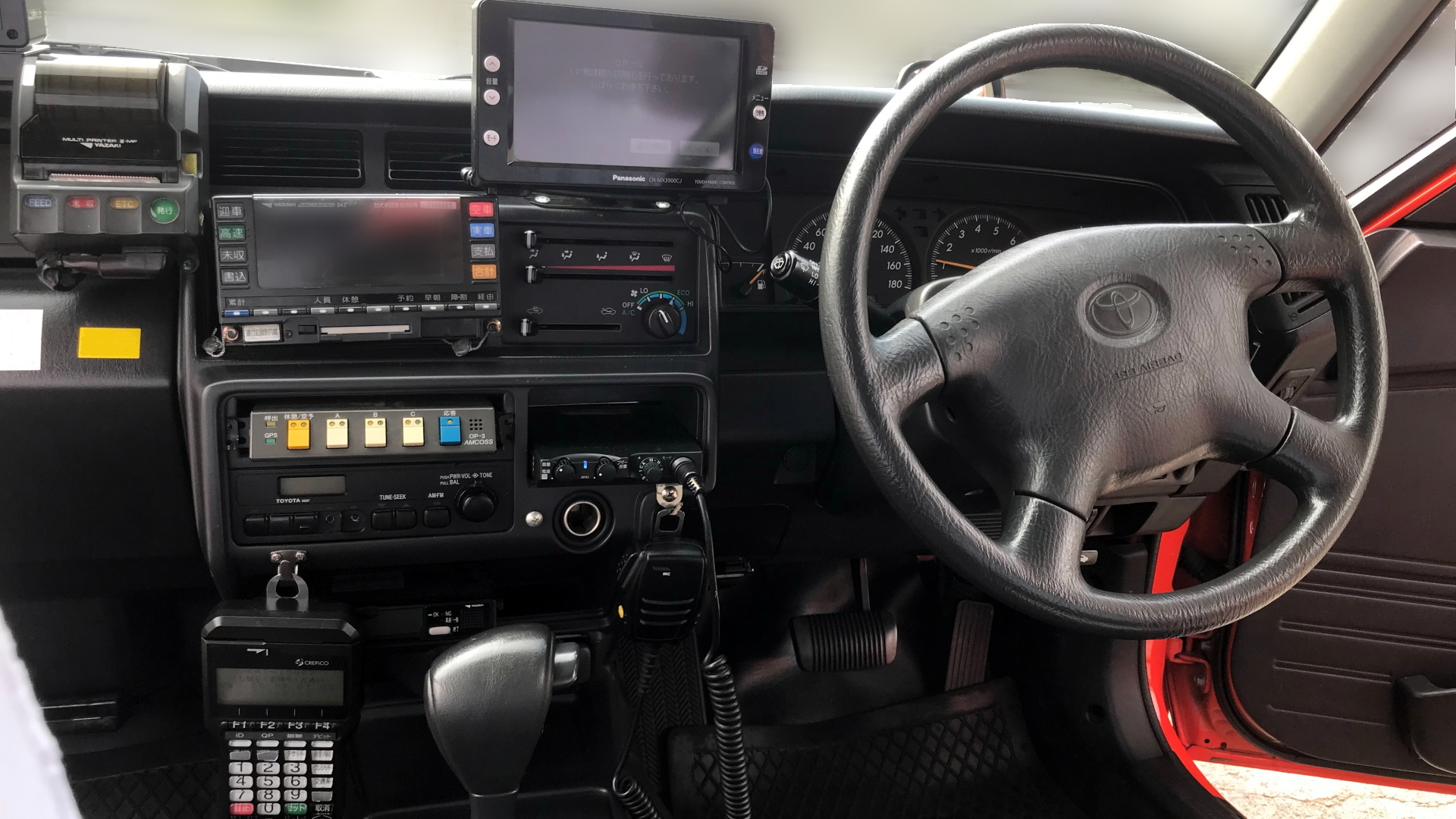
2002年10月 - 一部改良で運転席エアバッグ、ABSを全車標準装備した（エアバッグはレス設定あり）。
- 2004年6月 - 平成17年排出ガス規制適合。排ガス記号をABA-に変更。同時にヘッドライトのマニュアルレベリング機構、サイドターンランプ（初代bBのものを流用）、LEDハイマウントストップランプ、UVカットガラスを標準装備。フォグランプがイエローレンズからクラウンセダンと同一のクリアレンズに変更される。
- 2007年8月 - コラムシフト・マニュアルミッションの設定抹消。中華圏特別行政区（香港/マカオ）仕様車の外観がクラウンセダンに準じたものに変更（車名はクラウンコンフォートのまま）。
- 2008年
  - 8月21日 - マイナーチェンジ [3]によってLPG車用エンジンがガスミキサー方式の3Y-PE型からガス液体噴射方式の1TR-FPE型（1TR-FE型のLPG仕様）に変更され、エンジン出力および環境性能（平成22年度燃費基準達成、排ガス記号：DBA-）が向上した。型式もTSS10に変更され、エアコン、エアバッグのレスオプションも廃止され、後席灰皿はメーカーオプションに変更された。AT車は4速オートマチックから電子制御オートマチックになり、コラムシフトは廃止されフロアシフトのみとなった[注釈 6]。タイヤ・ホイールは15インチ化で195/65R15が標準となり[注釈 7]、デラックスではホイールカバーの意匠がクラウンセダン用と同一となった。また、フロントグリルの王冠エンブレムは銀メッキに戻され、CピラーエンブレムはS180型クラウンと同一のものに変更された。AT車においてシフトレバーが“N”または“P”の位置で自動的にアイドリングストップをする“TOYOTA STOP AND START SYSTEM”が標準装備となった。なお、今回の改良で価格が税込で42万円上昇している。また、中華圏特別行政区（香港/マカオ）仕様も同様に改良されてトランクの表記がコンフォートのみになった[注釈 8]。なお、2008年7月以前の4気筒LPGエンジン搭載モデルとしては姉妹車のクラウンセダン/コンフォート共々国産乗用車として最後までOHVエンジンを搭載した車種でもあった[注釈 9]。
  - 10月8日 - グッドデザイン賞の中でも、10年以上にわたって継続的に生産販売され、同一の商品コンセプトを継承するなどの条件を満たした上で、特に優れた商品等に与えられる特別賞「グッドデザイン・ロングライフデザイン賞」を受賞した。
- 2010年11月 - 一部改良。LPG燃料冷却装置を設定。1TR-FPE型エンジンの最高出力が116PSから113PSにダウンし、シガーライターが電源ソケットに変更された。
- 2012年7月2日 - 一部改良。全車にプラズマクラスターを採用し、新衝突安全基準に対処するため、リア中央席に3点式シートベルトを、リア左右席にISOFIX対応チャイルドシート固定専用バーなどを標準装備した。同時に、全席においてヘッドレストが大型化され、リアセンターアームレストの設定が廃止された。
- 2013年10月28日 - 一部改良。新たにVSC&TRCを標準装備して安全性能を強化し、スピードメーター&タコメーターにメーター照度コントロール機能を追加した（これに伴い、クラウンコンフォートでは初めてタコメーターが全車標準装備となり、同時にタコグラフ装着スペースは廃止された）[5]。同時に、キーリマインダー（抜き忘れ警告音）は初期型より続いたチャイム音からブザー音へ変更されている。
- 2017年5月25日 - ホームページへの掲載を終了。
- 2018年
  - 1月末 - 受注分の生産終了。
  - 2月 - 受注分の販売終了。

エクステリア

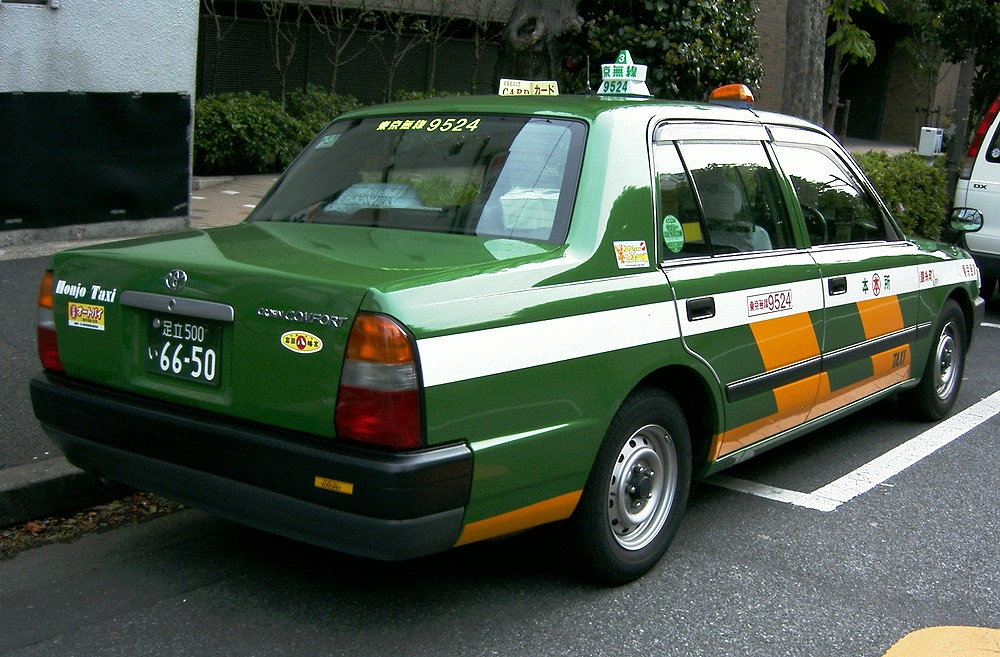
リア （東京無線・本所タクシー）
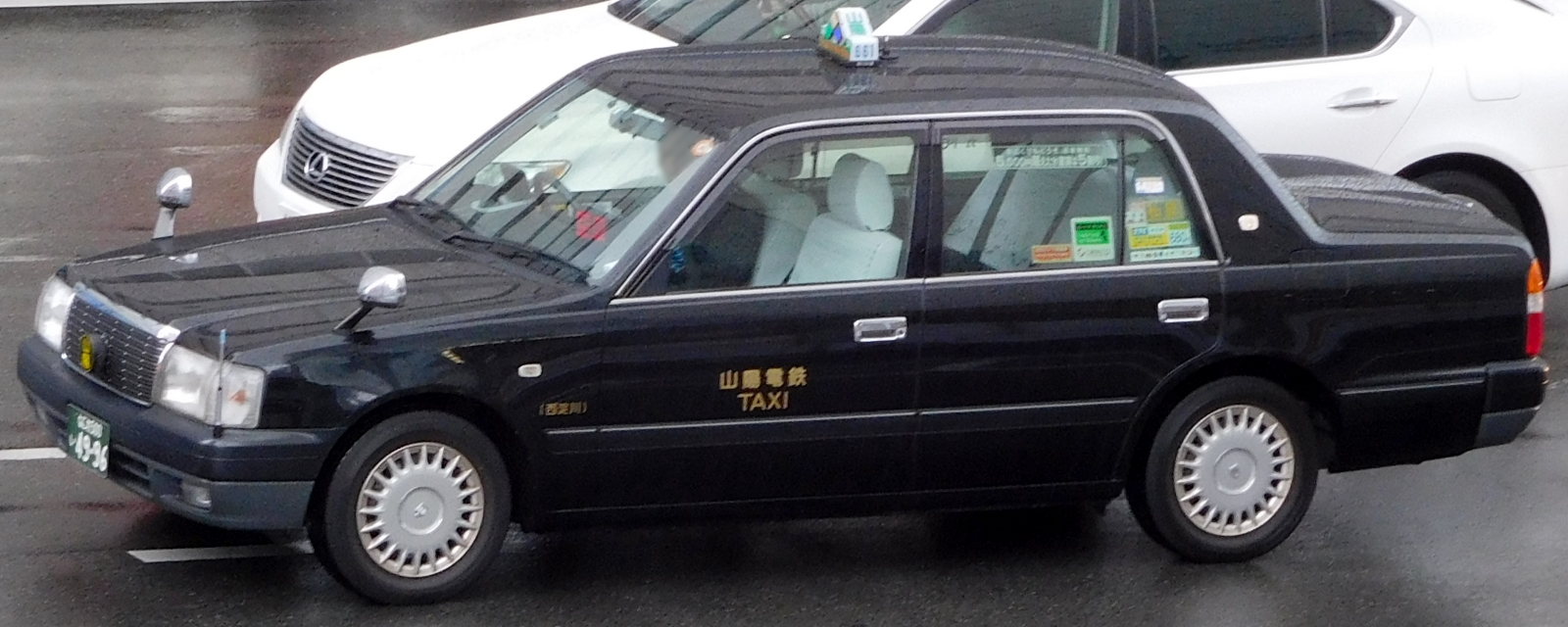
デラックス 2008-2018年型 （大阪山陽タクシー）
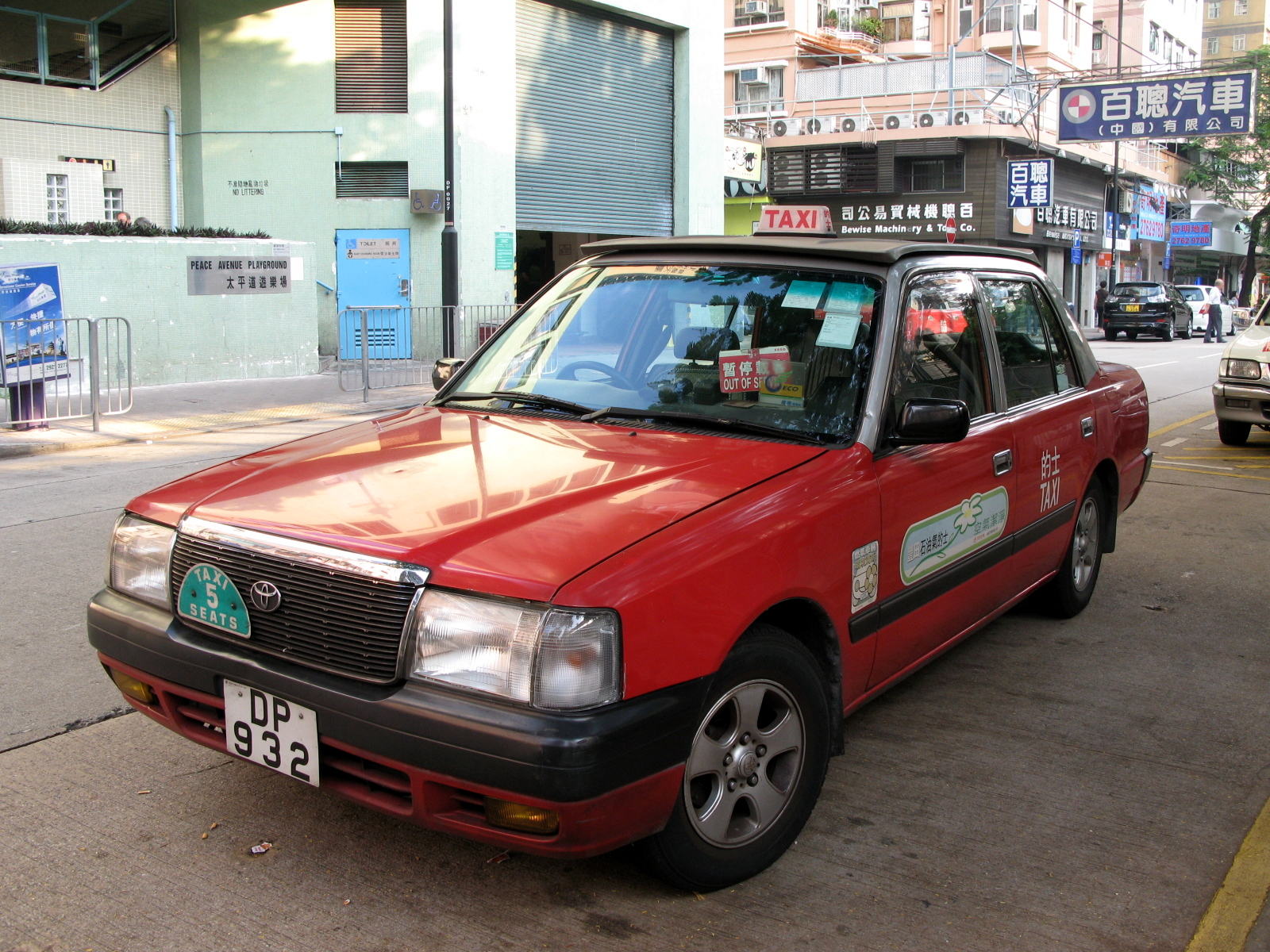
中華圏特別行政区（香港）仕様
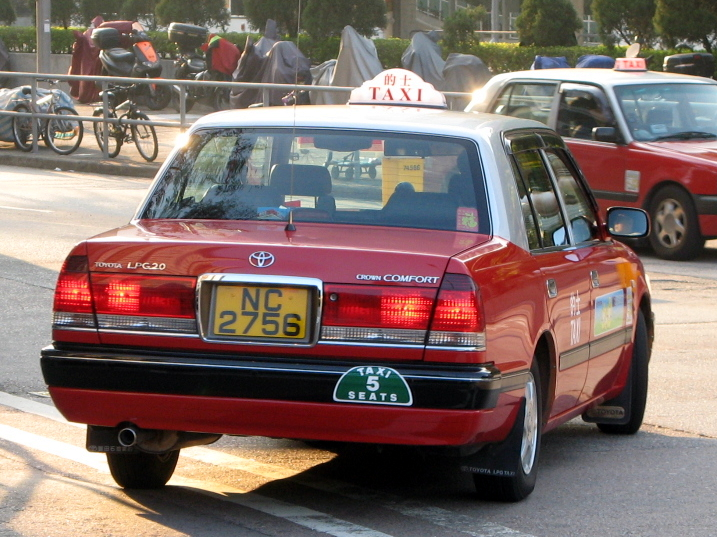
中華圏特別行政区（香港）仕様リア（2007年型）
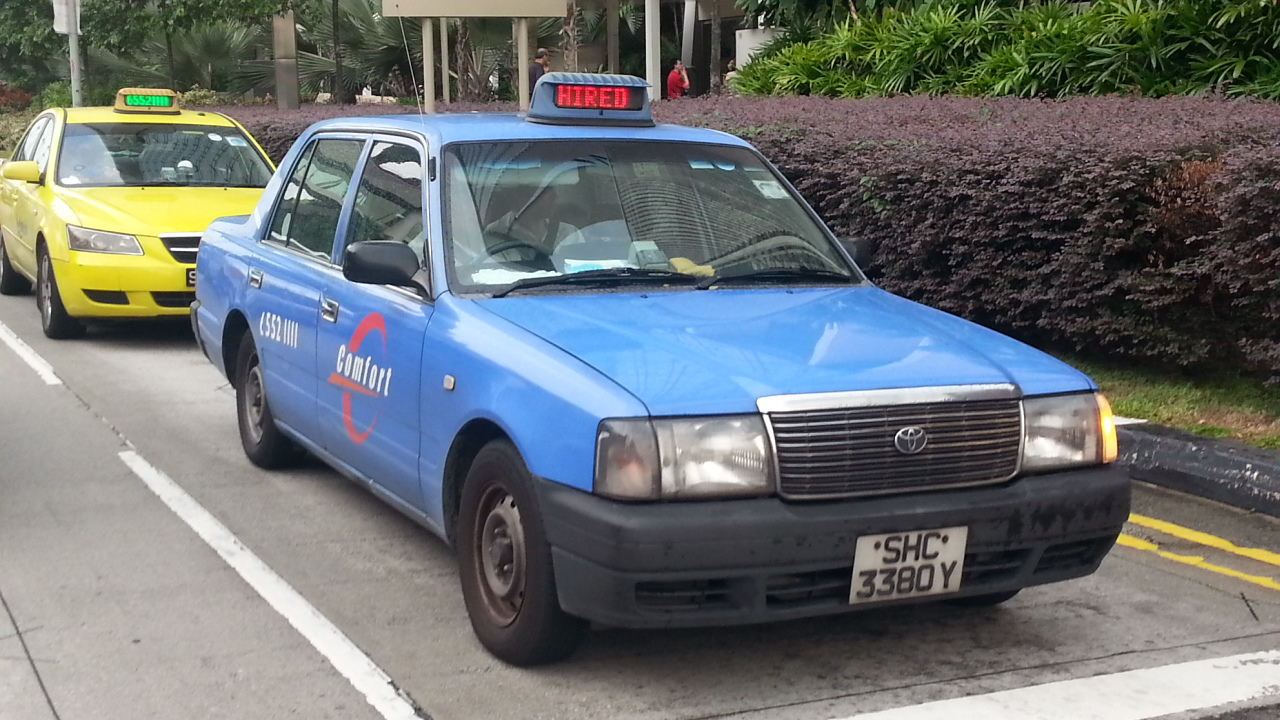
シンガポール仕様

インテリア
- 1995-2001年型
- 2001-2004年型
（コラムMT車）
- 2008-2013年型
- 2013-2018年型

## 特装車
いずれもTECS (Toyota Excellent Conversion Series) 車。
ウェルキャブ
身障者や高齢者のタクシー利用に配慮した、助手席または後部座席がドア側に回転する仕様（コンフォートにも設定）。後席回転シート仕様は後席左ドアの幅が105mm、開度が19°拡大されており、助手席ドアはコンフォート用が装備される。また、トランクルーム内の電動ウインチとリアバンパー用ガードマットを備えた手動車いす用収納装置装着車も設定されている。
ブライダルカー（スイングルーフ）
結婚式に向かう和装の花嫁の角隠し（文金高島田）が乗り降りの支障にならないよう、後席左側の屋根が開く仕様。
2000年1月の一部改良時に名称がブライダルカーからスイングルーフに変更された。

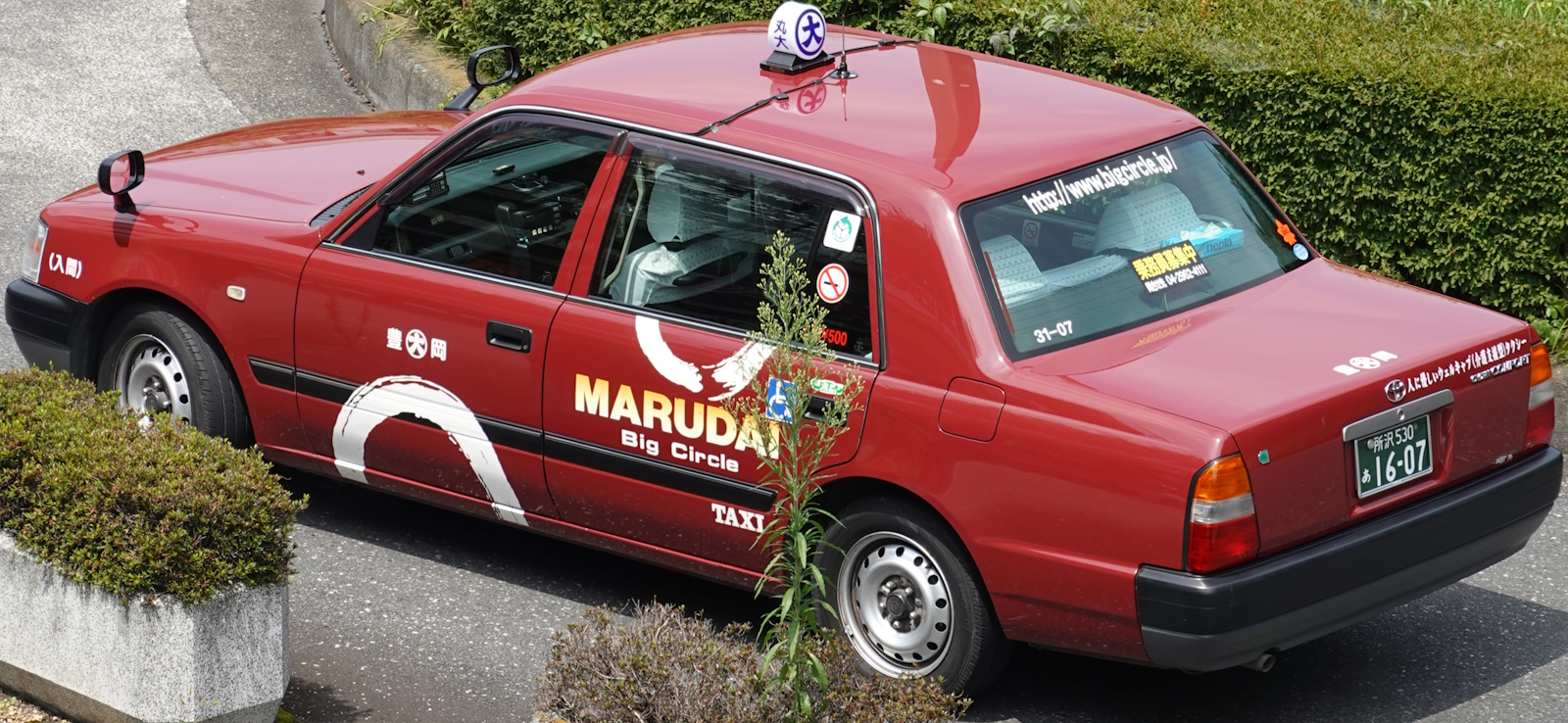
ウェルキャブ （後席回転シート仕様）
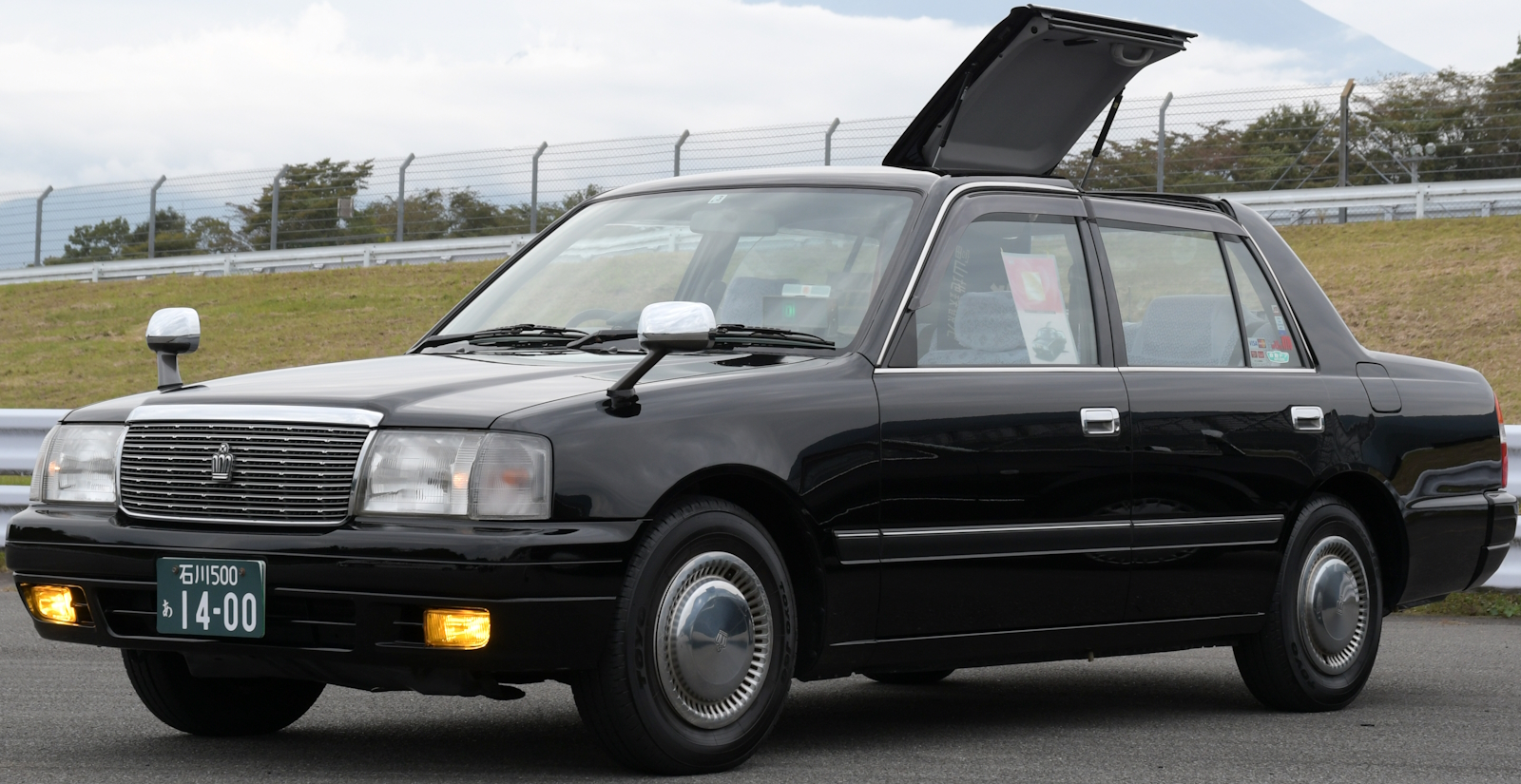
ブライダルカー

## 取扱ディーラー
- トヨタ店（※東京地区に限り東京トヨペットと併売）